# サッカーマカオ代表
サッカーマカオ代表（サッカーマカオだいひょう、中国語: 澳門足球代表隊, ポルトガル語: Selecção Macaense de Futebol）は、マカオサッカー協会（AFM）によって構成されるマカオのサッカーのナショナルチームである。アジアサッカー連盟および東アジアサッカー連盟所属。

## 成績

### FIFAワールドカップ
- 1930年 - 不参加
- 1934年 - 不参加
- 1938年 - 不参加
- 1950年 - 不参加
- 1954年 - 不参加
- 1958年 - 不参加
- 1962年 - 不参加
- 1966年 - 不参加
- 1970年 - 不参加
- 1974年 - 不参加
- 1978年 - 不参加
- 1982年 - 予選敗退
- 1986年 - 予選敗退
- 1990年 - 不参加
- 1994年 - 予選敗退
- 1998年 - 予選敗退
- 2002年 - 予選敗退
- 2006年 - 予選敗退
- 2010年 - 予選敗退
- 2014年 - 予選敗退
- 2018年 - 予選敗退
- 2022年 - 予選敗退
- 2026年 - 予選敗退

### AFCアジアカップ
- 1956年 - 不参加
- 1960年 - 不参加
- 1964年 - 不参加
- 1968年 - 不参加
- 1972年 - 不参加
- 1976年 - 不参加
- 1980年 - 予選敗退
- 1984年 - 不参加
- 1988年 - 不参加
- 1992年 - 予選敗退
- 1996年 - 予選敗退
- 2000年 - 予選敗退
- 2004年 - 予選敗退
- 2007年 - 不参加
- 2011年 - 予選敗退
- 2015年 - 予選敗退
- 2019年 - 予選敗退
- 2023年 - 予選敗退
- 2027年 - 予選敗退

### EAFF E-1サッカー選手権
- 2003年 - 予選敗退
- 2005年 - 不参加
- 2008年 - 予選敗退
- 2010年 - 予選敗退
- 2013年 - 予選敗退
- 2015年 - 予選敗退
- 2017年 - 予選敗退
- 2019年 - 予選敗退
- 2022年 - 不参加
- 2025年 - 予選敗退

### AFCチャレンジカップ
- 2006年 - グループリーグ敗退
- 2008年 - 予選敗退
- 2010年 - 予選敗退
- 2012年 - 予選敗退
- 2014年 - 予選敗退

### AFCソリダリティーカップ
- 2016年 - 準優勝

## 歴代監督
- 上田栄治 2000-2002
- 今井雅隆 2003-2004
- 影山雅永 2006-2008
- 梁帥栄（英語版） 2008-2015
- 譚又新（英語版） 2015-2017
- ラサロ・オリヴェイラ（英語版） 2020-

## 歴代選手
- 陳健星 2006-2013
- 鄭正揚（英語版） 2006-2018